# Asbjørn Halvorsen
Asbjørn Halvorsen (Sarpsborg, 1898. december 3. – Narvik, 1955. január 16.), becenevén Assi, norvég labdarúgó-fedezet, edző. A második világháború során előbb a grini, majd a natzweiler-struthofi, a neckalerzi és a Vaihingen an der Enz-i koncentrációs táborban raboskodott.